# 여주초등학교 축구부
여주초등학교 축구부(영어: Yeoju Elementary School Football Club)는 대한민국 경기도 여주시에 있는 초등학교 축구부이다. 여주초등학교가 운영했던 축구부로, 2001년에 창단 됐었다.

## 출신 선수
- 김범수

## 참고 자료
- “KFA 통합경기정보 시스템”. 대한축구협회.

## 같이 보기
- 여주초등학교